# Synagoga w Połańcu
Synagoga w Połańcu – dawna synagoga z drugiej połowy XVIII w. przy ulicy Mieleckiej 5 w Połańcu w województwie świętokrzyskim. W budynku mieścił również cheder. Zniszczona przez Niemców w 1943. Jej replika znajduje się w Muzeum Budownictwa Ludowego w Sanoku.
Od powstania synagoga była kilkakrotnie remontowana. Sala główna miała wymiary 10,80 m × 10,50 m, w najwyższym punkcie sklepienia osiągała wysokość 6,50 m, jej czworoboczne sklepienie było podparte fasetą. Polichromia na ścianach sali głównej i sklepieniu nawiązywały do form namiotowych. Były malowane płasko i otoczone kreską. Od zachodu na parterze były sień i dodatkowe pomieszczenie do których przylegała główna sala modlitewna dla mężczyzn. Nad nimi na pierwszym piętrze był babiniec, do którego dostęp umożliwiały schody zewnętrzne. Bima w formie ośmioboku otoczonego balustradą umiejscowiona była mniej więcej pośrodku męskiej sali modlitewnej. Budynek był przykryty czterospadowym dachem o konstrukcji krokwiowo-jętkowej. Jego krawędzie wystają znacznie poza obrys budynku i zostały podparte ze wszystkich czterech stron drewnianymi słupami.
Bóżnica w Połańcu po spaleniu w czasie II wojny światowej została po wojnie odbudowana w częściowo zmienionej formie i obecnie funkcjonuje jako Sala Królestwa Świadków Jehowy.

## Galeria

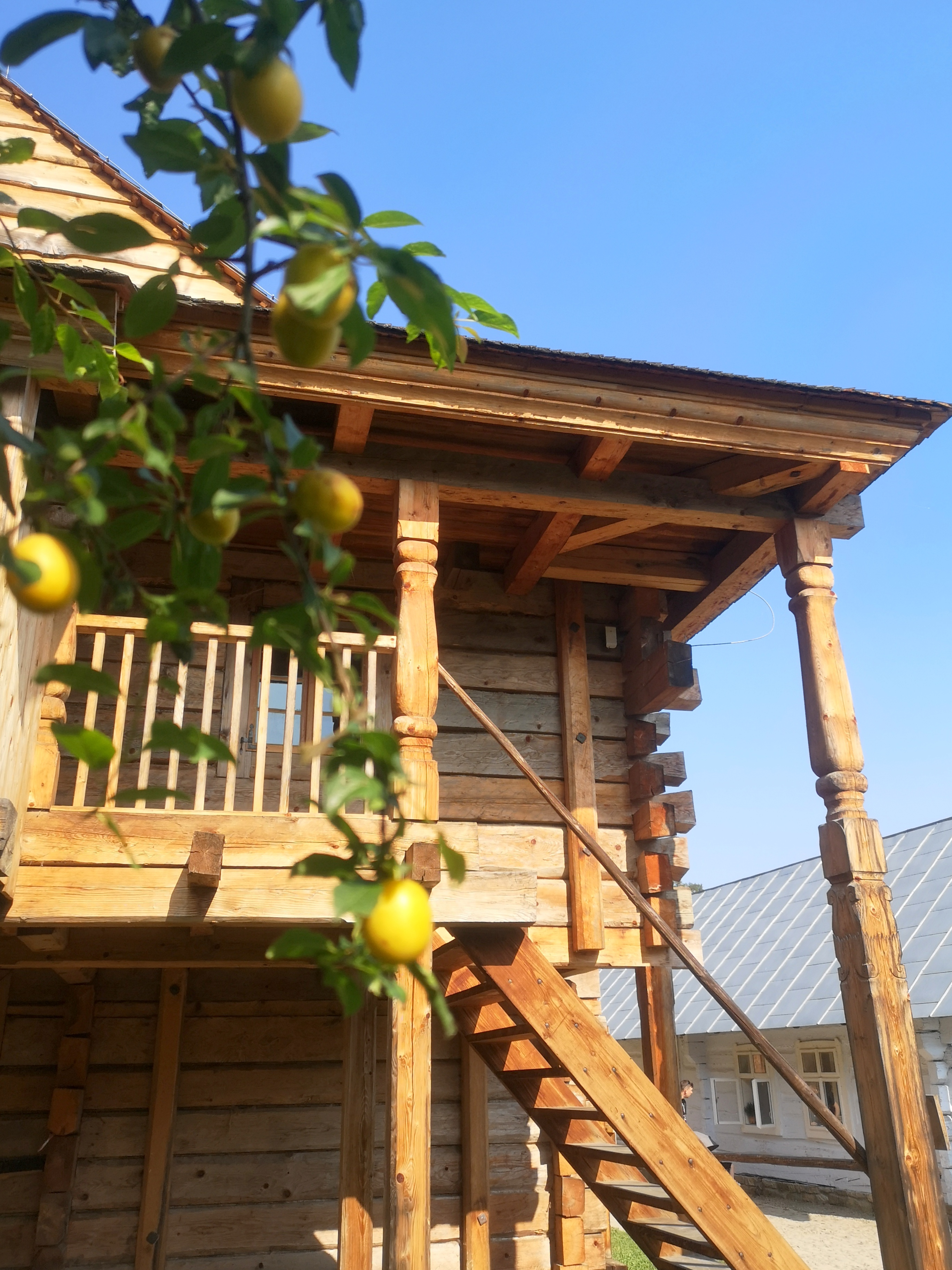
Replika synagogi w Muzeum Budownictwa Ludowego w Sanoku
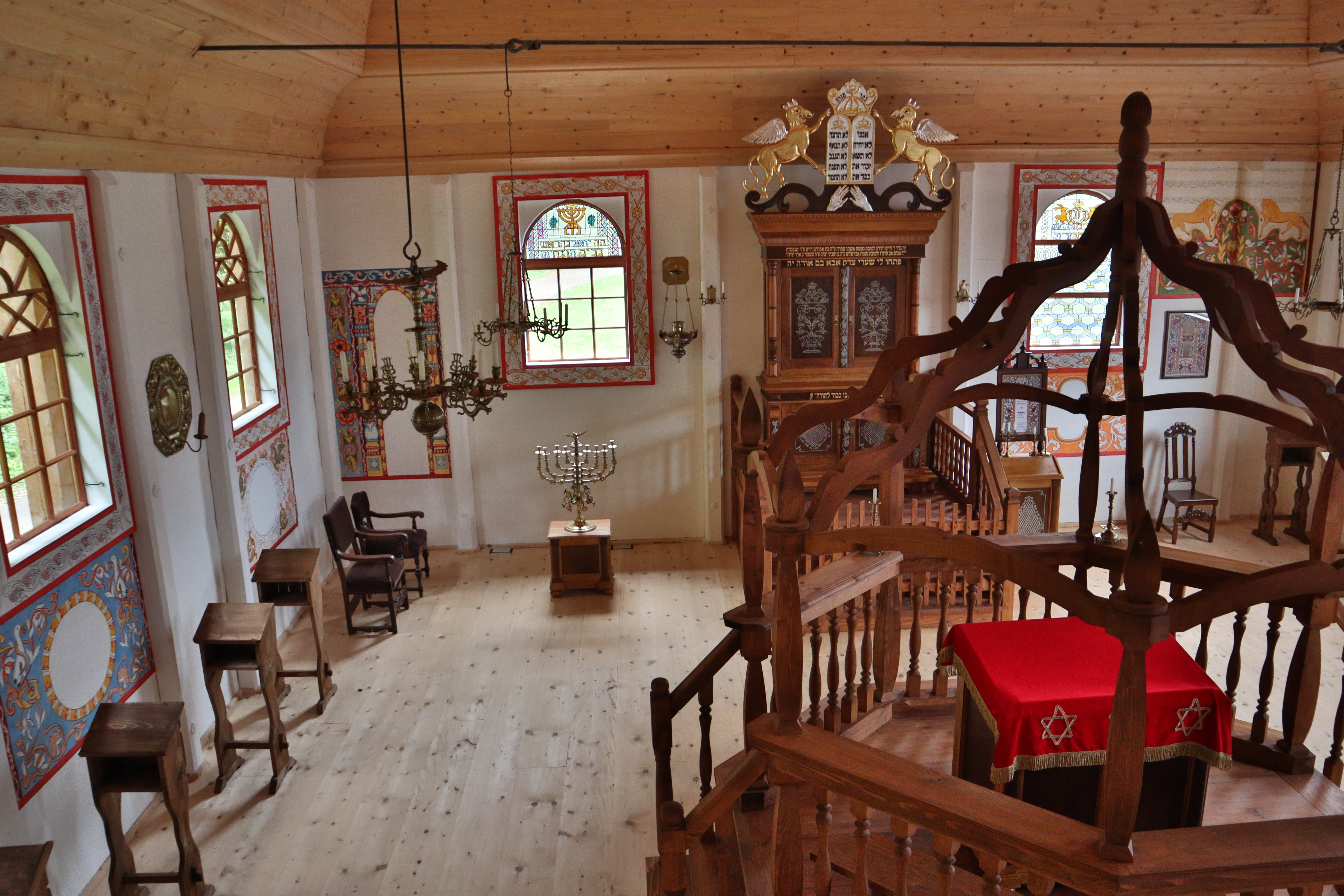
Replika synagogi w Muzeum Budownictwa Ludowego w Sanoku - główna sala modlitewna - wnętrze
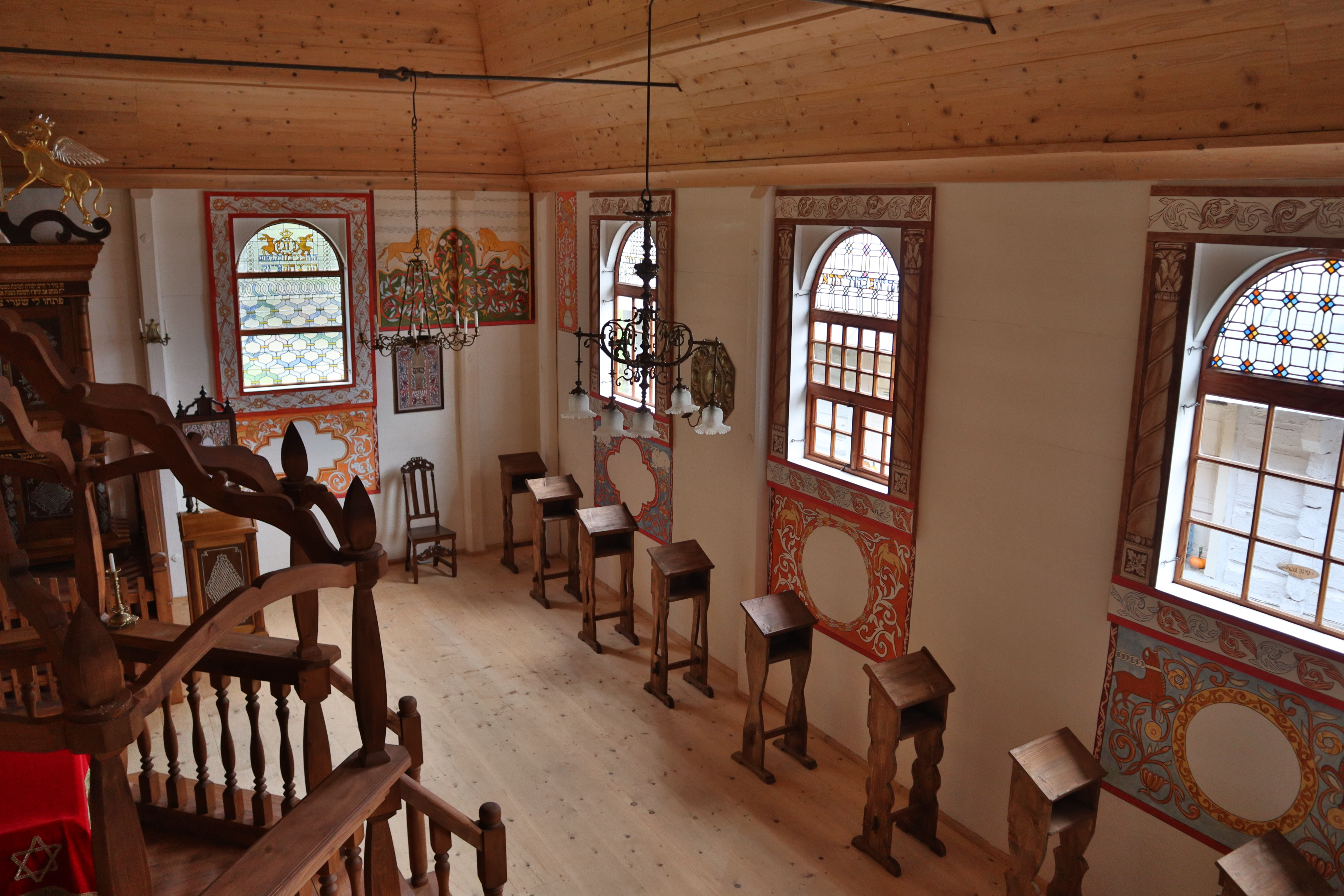
Replika synagogi w Muzeum Budownictwa Ludowego w Sanoku - główna sala modlitewna - wnętrze
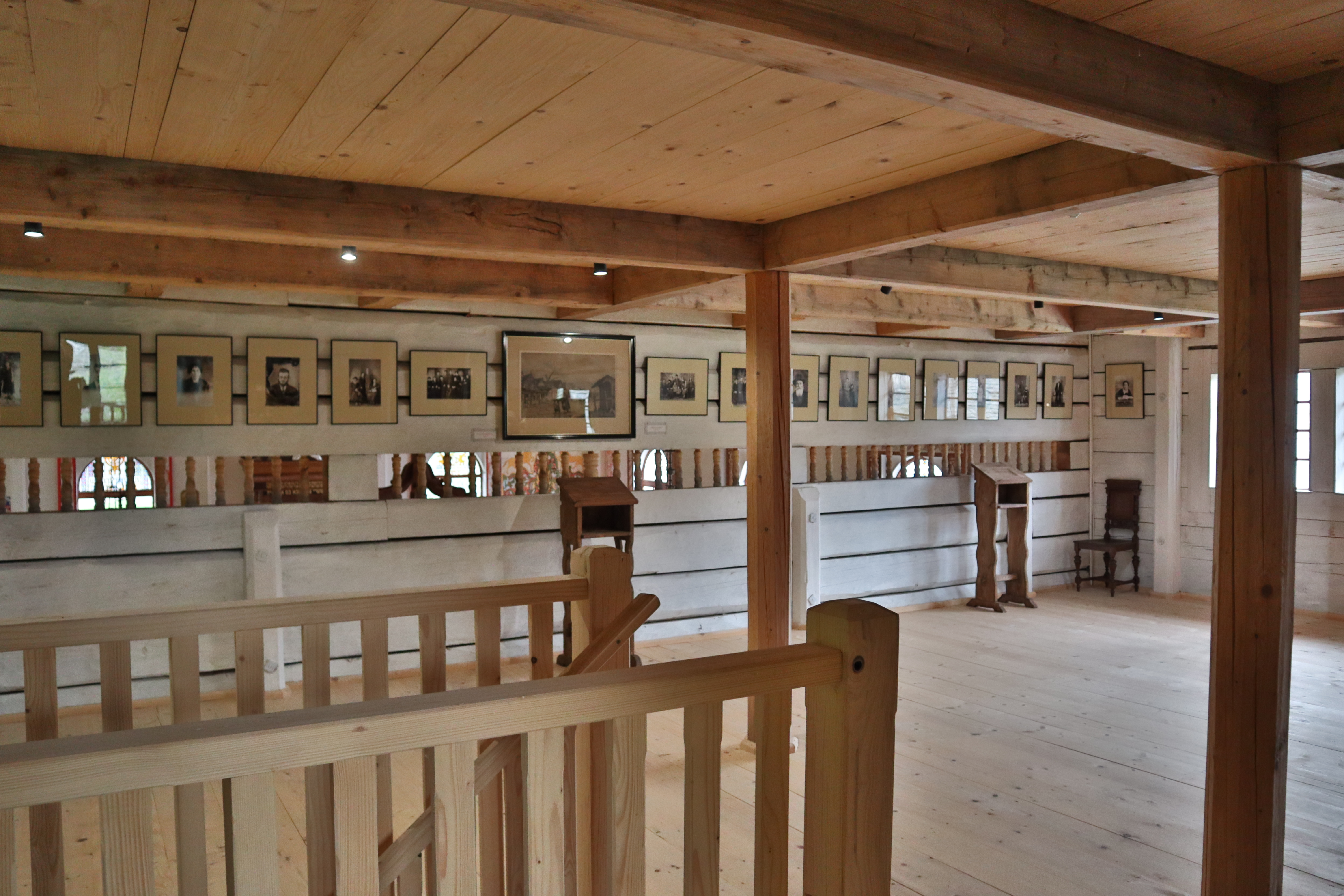
Replika synagogi w Muzeum Budownictwa Ludowego w Sanoku - babiniec - wnętrze